# Eisothistos corallina
Eisothistos corallina là một loài chân đều trong họ Expanathuridae. Loài này được Kensley & Schotte miêu tả khoa học năm 2000.